# 大乘站
大乘站（日语：／ Ōnori eki */?）是西日本旅客鐵道（JR西日本）吳線的車站，位於廣島縣竹原市高崎町353番。車站編號為JR-Y26。

## 歷史
- 1932年（昭和7年）7月10日 - 三吳線（當時）安藝幸崎站至竹原站之間開通，此站啟用。
- 1935年（昭和10年）11月24日 - 吳線此站至廣站之間開業。三原站至海田市站之間編入至「吳線」。
- 1960年（昭和35年）7月1日 - 終止貨物起卸業務。
- 1970年（昭和45年）10月1日 - 成為無人車站（簡易委託）。
- 1987年（昭和62年）4月1日 - 伴隨國鐵分割民營化，車站由西日本旅客鐵道（JR西日本）營運。
- 1995年（平成7年）10月1日 - 此站由廣島分社（日语：西日本旅客鉄道広島支社）直轄變為由三原地域鐵道部（日语：三原地域鉄道部）管轄[1]。
- 2006年（平成18年）3月18日 - 成為臨時快速「瀨戶內海景（日语：瀬戸内マリンビュー）」停車站。
- 2007年（平成19年）
  - 8月 - 車站內設置了可支援ICOCA的簡易IC卡閘機。
  - 9月1日 - 此站開始可以使用IC卡「ICOCA」。
- 2010年（平成22年）
  - 7月14日 - 因大雨使吳線內設有數處地方發生山泥傾瀉，三原站至吳站之間不能通行[2]。
  - 7月20日 - 三原站至竹原站之間重開[3][4]。
- 2011年（平成23年）3月12日 - 實施時間表修正，臨時快速「瀨戶內海景」通過此站[5]。
- 2016年（平成28年）
  - 6月22日 - 因大雨使安登站至安藝川尻站之間發生山泥傾瀉，三原站至廣站之間不能通行[6]。
  - 6月27日 - 三原站至安浦站之間重開[6]。
- 2018年（平成30年）
  - 6月1日 - 隨著三原地域鐵道部（日语：三原地域鉄道部）廢止，此站由三原站管理[7]。
  - 7月5日 - 發生雨災使車站暫停營業[8]。
  - 12月15日 - 三原站至安浦站之間重開[9]。

## 車站構造
本站是建設路堤上的地面車站，設有2面2線的相對式月台，可進行列車交會。此站是由三原站管理的無人車站。車站內設有ICOCA專用讀卡機，此站可使用ICOCA與其可互相使用的IC卡，但沒有自動閘機。車站設有男女共用旱廁，但是現時不能使用。
車站南北兩方各設有出入口。站房位於南出口處，設有自動售票機。站房與月台之間有樓梯。

### 月台
| 月台 | 路線 | 上下行 | 方向           |
| ---- | ---- | ------ | -------------- |
| 北邊 | 吳線 | 上行   | 三原、福山方向 |
| 南邊 | 吳線 | 下行   | 竹原、吳方向   |

- 此站沒有編排月台編號。
- 曾經於車站東邊設有1條側線，現已撤走。

## 使用狀況
在毎年8月尾，竹原火力發電所地舉行煙火大會時，以及在繁忙時間中會有許多乘客使用此站。
以下為1日平均乘車人次：
| 年度               | 1日平均 乘車人次 | 參考資料      |
| ------------------ | ---------------- | ------------- |
| 2002年（平成14年） | 324              | [ 10 ]        |
| 2003年（平成15年） |                  |               |
| 2004年（平成16年） |                  |               |
| 2005年（平成17年） |                  |               |
| 2006年（平成18年） |                  |               |
| 2007年（平成19年） |                  |               |
| 2008年（平成20年） |                  |               |
| 2009年（平成21年） |                  |               |
| 2010年（平成22年） |                  |               |
| 2011年（平成23年） | 217              | [ 11 ]        |
| 2012年（平成24年） | 203              | [ 11 ]        |
| 2013年（平成25年） | 196              | [ 11 ]        |
| 2014年（平成26年） | 182              | [ 11 ]        |
| 2015年（平成27年） | 173              | [ 12 ]        |
| 2016年（平成28年） | 169              | [ 11 ] [ 12 ] |
| 2017年（平成29年） | 147              | [ 11 ]        |
| 2018年（平成30年） | 111              | [ 11 ]        |

## 車站周邊
- 廣島縣道209號大乘停車場線（日语：広島県道209号大乗停車場線）
- 國道185號（日语：国道185号）
- 竹原市立大乘小學
- 大乘郵局
- 竹原警署（日语：竹原警察署） 大乘警官駐在所

## 相鄰車站
西日本旅客鐵道（JR西日本）
 吳線
安藝長濱（JR-Y27）－大乘（JR-Y26）－竹原（JR-Y25）

## 注腳
1. ↑  《データで見るJR西日本 2001》- 西日本旅客鐵道
2. ↑  . 中國新聞 (中國新聞社). 2010-07-17  [2020-12-16]. （原始内容存档于2010-07-21） （日语）.
3. ↑  2010年7月定例社長会見（日語）（截至2010年7月22日時的互聯網檔案館存檔） - 西日本旅客鐵道新聞稿 2010年7月21日
4. ↑  . 鐵道畫刊 (鐵道畫刊社). 2010年10月号, 44 (10): 150–151.
5. ↑  平成23年春の臨時列車についてPDF（日語） - 西日本旅客鐵道新聞稿 2011年1月21日
6. 1 2   (PDF). 国土交通省. 2016-06-27  [2016-06-29]. （原始内容存档 (PDF)于2016-08-06） （日语）.
7. ↑  データで見るJR西日本2018 （页面存档备份，存于）（日語） p.203 - 西日本旅客鐵道
8. ↑   (PDF). 国土交通省. 2018-07-07  [2018-07-23]. （原始内容存档 (PDF)于2021-01-01） （日语）.
9. ↑  西日本豪雨に伴う運転状況などについて（2018年10月30日時点）：JR西日本 （页面存档备份，存于）（日語）
10. ↑  「飲食・小売の出店を科学する出店戦略情報局」之存檔數據
11. 1 2 3 4 5 6 7  國土數値情報 不同站的上下車人次數據
12. 1 2   (PDF). 竹原市.   [2018-03-27]. （原始内容存档 (PDF)于2018-03-27） （日语）.

## 外部連結
- 大乘｜車站資訊：JR出門網 - 西日本旅客鐵道（日語）